# Марк Блум
Марк Блум (англ. Mark Blum; 14 травня 1950, Ньюарк, Нью-Джерсі — 25 березня 2020, Нью-Йорк) — американський актор театру, кіно та телебачення.

## Життєпис
Народивсь 14 травня 1950 року у місті Ньюарк, штат Нью-Джерсі в єврейській родині. Батько — Мортон Блум, працівник сфери страхування, мати — Лоррейн Фінк. Ріс у місті Мейплвуд, штат Нью-Джерсі, де закінчив школу, після чого продовжив навчання у Пенсильванському університеті.
У 1970-х роках почав грати на театральній сцені. У 1980-х почав зніматися в кіно та на телебаченні. Найуспішнішими були такі фільми за його участю як «У пошуках Сьюзен» (1985) з Розанною Аркетт та Мадонною, «Крокодил Данді» (1986), «Побачення наосліп» (1987) з Брюсом Віллісом та Кім Бейсінгер, а також «Президіо» (1988) з Шоном Коннері та Мег Раян. Багато знімався на телебаченні, зіграв головну роль у серіалі «Солодка поразка» (1987), де його партнеркою стала Дана Ділейні, потім були ролі в серіалах «Столичні новини» (1990), «Фрейзер» (1997) та «Моцарт у джунглях», в якому він грав у 2014—2018 роках.
1989 року Марк Блум отримав театральну премію Obie Award за роль Ела у п'єсі «Гас та Ел» Альберта Іннаурато (театр Playwrights Horizons, сезон 1988—1989). Також успішними були його театральні роботи у постановках за п'єсами «Lost in Yankers» Ніла Саймона, «The Best Man» Гора Відала та «The Assembled Parties» Річарда Грінберга. Був активним членом Гільдії кіноакторів США.
2005 року одружився з акторкою Джанет Заріш, шлюб тривав до смерті актора.
Марк Блум помер 25 березня 2020 року у Нью-Йорку в 69-річному віці від ускладнень, викликаних коронавірусним захворюванням COVID-19.

## Вибрана фільмографія

### Фільми і телесеріали
| Рік       |    | Українська назва                            | Оригінальна назва                 | Роль                                 |
| --------- | -- | ------------------------------------------- | --------------------------------- | ------------------------------------ |
| 1984      | с  | Сент-Елсвер                                 | St. Elsewhere                     | доктор Вогел                         |
| 1985      | ф  | У пошуках Сьюзен                            | Desperately Seeking Susan         | Гері Гласс                           |
| 1986      | ф  | Тільки між друзями                          | Just Between Friends              | Джордж Марголін                      |
| 1986      | ф  | Крокодил Данді                              | Crocodile Dundee                  | Річард Мейсон                        |
| 1987      | с  | Солодка поразка                             | Sweet Surrender                   | Кен Холден                           |
| 1987      | ф  | Побачення наосліп                           | Blind Date                        | Денні Гордон                         |
| 1987      | с  | Поліція Маямі                               | Miami Vice                        | Сід Шенкер                           |
| 1988      | ф  | Президіо                                    | Presidio                          | Артур Піл                            |
| 1989      | ф  | Варто перемагати                            | Wort Winning                      | Нед Броуді                           |
| 1990      | с  | Столичні новини                             | Capital News                      | Едісон Кінг                          |
| 1991      | с  | Розанна                                     | Roseanne                          | Майк Саммерс                         |
| 1993      | ф  | Емма та Елвіс                               | Emma and Elvis                    | Бен Вінчек                           |
| 1993—1998 | с  | Закон і порядок                             | Law & Order                       | Френк Лазар                          |
| 1995      | ф  | Рапсодія Маямі                              | Miami Rhapsody                    | Пітер                                |
| 1995      | ф  | Нице життя                                  | The Low Life                      | Метью Грінберг                       |
| 1995      | тф | Обвинувачувальний акт: Суд над МакМартінами | Indictment: The McMartin Trial    | Вейн Сатц                            |
| 1995      | с  | Закон і порядок                             | Law & Order                       | Майкл Аронсон                        |
| 1995      | с  | Нью-Йорк. Центральний парк                  | C.P.W.                            | Бен                                  |
| 1996—1999 | с  | Поліція Нью-Йорка                           | NYPD Blue                         | Майк Френсіс, агент ФБР              |
| 1997      | с  | Фрейзер                                     | Fraiser                           | Джон                                 |
| 1998      | ф  | Ви можете подякувати мені пізніше           | You Can Thank Me Later            | Едвард Куперберг                     |
| 1999      | с  | Клан Сопрано                                | The Sopranos                      | Ренделл Куртін                       |
| 2000      | ф  | Тільки ти та я                              | Down to You                       | інтерв'юєр                           |
| 2003      | ф  | Афера Стівена Гласса                        | Shattered Glass                   | Льюїс Істрідж                        |
| 2003      | с  | Закон і порядок: Злочинні наміри            | Law & Order: Criminal Intent      | доктор Філіпп Олівер                 |
| 2004      | с  | C.S.I.: Місце злочину Маямі                 | CSI: Miami                        | Джим Реннерт                         |
| 2004      | с  | Справедлива Емі                             | Judging Amy                       | Річард Кінріч                        |
| 2006      | с  | Закон і порядок: Злочинні наміри            | Law & Order: Criminal Intent      | професор Ларрі Льюїс                 |
| 2008      | с  | Новий Амстердам                             | New Amsterdam                     | доктор МакВітті                      |
| 2008      | с  | Межа                                        | Fringe                            | доктор Клаус Пенроуз                 |
| 2010      | с  | Гарна дружина                               | The Good Wife                     | Джуліус Крейцер                      |
| 2010      | ф  | Крок уперед 3D                              | Step Up 3D                        | професор Нью-йоркського університету |
| 2011      | ф  | Я не знаю, як вона це робить                | I Don't Know How She Does It      | Лью Редді                            |
| 2011      | с  | Закон і порядок: Спеціальний корпус         | Law & Order: Special Victims Unit | Девід Арноф                          |
| 2013      | ф  | Блюменталь                                  | Blumenthal                        | Сол                                  |
| 2014—2019 | с  | Моцарт у джунглях                           | Mozart in to Jungle               | Юніон Боб                            |
| 2016      | с  | Чорний список                               | The Blacklist                     | Ноа Шустер                           |
| 2018      | с  | Ти                                          | You                               | Айвен Муні                           |
| 2018      | с  | Елементарно                                 | Elementary                        | Айра Лангстром                       |
| 2018—2019 | с  | Спадщина                                    | Succession                        | Білл                                 |
| 2019      | ф  | Любов сліпа                                 | Love Is Blind                     | доктор Кілнарт                       |
| 2020      | с  | Мільярди                                    | Billions                          | доктор Марк Рутенберг                |
| 2020      | с  | Томмі                                       | Tommy                             | Джейкоб Фултон                       |
| 2020      | ф  | Сестра нареченого                           | Sister of the Groom               | Нет                                  |

### Відеоігри
| Рік  | Назва          | Роль              |
| ---- | -------------- | ----------------- |
| 2000 | Smuggler's Run | Гордон Темпл      |
| 2010 | Alan Wake      | д-р Еміль Гартман |